# Голем Град
Голем Град или Змијско острво (мкд. Змиски Остров) је највеће острво у Северној Македонији. Острво се простире на површини више од 20 хектара. Налази се на Преспанском језеру, неколико километара од Грчке и Албанске територије. На острву Голем Град се налази неколико древних рушевина и цркава. Такође, острво је дом неколико различитих заједница животиња, посебно змија. У августу 2008. године, острво је отворено за туристе.

## Флора и фауна
Голем Град је проглашен природним резерватом са специфичним геоморфолошким карактеристикама, специфичне флоре, фауне и због своје историјске прошлости. Острво је дугачко 750 м и широко 450 м, висина до 50 м изнад језера. Са свих страна острво је окружено литицама и пећинама висине од 20 до 30 метара. Изнад њих је плато са два брда на северу и југу острва. Међу брдима која имају седиште на обалама завршава се са малим увалама. Ове две увале су једина места којима се може приступити на платоу.
Окружен је великом количином воде, геолошка позадина и медитеранска близина острва дају посебну микроклиму која је узрок богате и ретке вегетације, у којој доминира флора јужне Европе. Према академику Хансу Ему јасно се разликују две шумске врсте на острву.

## Статус
Према указу закона о проглашењу Националног парка Галичица, у члану 4. истог закона прописано је да парк обухвата острво Голем Град у Преспанском језеру.
Због природних вредности које поседује, планом о просторном уређивању у парку је уведен посебан режим заштите и стављен је под строгу заштиту. Режим заштите у овим зонама је дефинисан у члану 104. Закона о заштити природе (Службени. Гласник 67/04).

## Историјски споменици
Иако је величина острва релативно мала, на њему је концентрисан велики број споменика културе и природних вредности. Острво је данас ненасељено, али богато ендемским биљкама, ретким птицама, заједницама животиња, као и други налази који говоре о дугој историји острва.
Осим за научнике и љубитеље природе, острво Голем Град је једно од најатрактивнијих места за оне чије је интересовање усмерено ка откривању и истраживању остатака насеља из неолита, старомакедонског и римског доба (некрополе) и средњег века. Осим римских некропола откривено је шест цркава и неколико древних рушевина. Острво је заправо било непрекидно насељено 2000 година, а монашки живот се одвијао од 10. века до 14. века. Међу откривеним црквама од посебног значаја је она подигнута у 14. веку на темељима некадашњег римског резервоара за воду.
Осим очуване цркве Св. Петра, средњовековне цркве Светог Димитрија, постоји и ранохришћанска базилика са краја 4. века и почетка 5. века, где су откривени остаци мозаика на поду.
Острво има три пристаништа: Св. Петар, Гојдарица и Влаина.

## Галерија
- Јато корморана на Големом Граду
- Змија на острву
- Поглед на Голем Град
- Голем Град